# München-Dachauer Papierfabriken
Die München-Dachauer Papierfabriken AG (MD) war ein deutsches Unternehmen in der Papierindustrie, das mehrere Papierfabriken in München und Umgebung betrieb, u. a. in Dachau. Es wurde am 12. November 1862 als Aktiengesellschaft unter der Firma München-Dachauer AG für Maschinenpapierfabrikation gegründet und 1996 aufgelöst.

## Unternehmensgeschichte

### Paun’sche Papiermühle in Dachau
Der Papierfabrikant Ulrich Kurz aus Mehring kaufte 1840 das Anwesen des Kistlers und Fourniersägebesitzers Willibald Ruf am Fuße des Schlossberges in Dachau, an der heutigen Brunngartenstraße. Hierzu beantragte der Käufer beim Markt Dachau, ihm ebenfalls das östlich des Anwesens gelegene Grundstück zu überlassen. Weiterhin beantragte er beim Magistrat die Genehmigung zum Betrieb einer Papiermühle. Nachdem die Genehmigung vorlag, überließ er das Anwesen seinem Gewerbegenossen Johann Paun, wodurch die Paun’sche Papiermühle auf dem Gelände des heutigen Gewerbehofs Brunngartenstraße in Dachau entstand.
Der königlich bayerische Ingenieur-Oberleutnant Gustav Medicus übernahm 1859 die Paun’schne Papiermühle und baute sie von 1859 bis 1861 vollständig um. Mit dem Entscheid der königlichen Regierung von Oberbayern vom 11. Juli 1859 erhielt er ebenfalls die Wassernutzungsrechte für die zum Betrieb der Papiermühle notwendige Wasserkraft am Dachauer Brunnenkanal (heutiger Mühlbach). Zur Erweiterung der Paun’schen Papiermühle erhielt Medicus 1860 den gemeindeeigenen Baugrund mitsamt der Baugenehmigung. Nach Fertigstellung der Baumaßnahme brach ein Brand aus, bei dem der Schaden jedoch eingegrenzt werden konnte.

### Auer Papiermühle München
Bereits am 1. Januar 1851 erwarb Gustav Medicus ebenfalls die Auer Papiermühle am Auermühlbach in München. Diese war am 27. Mai 1841 von Karl Ritter von Stegmaier an den Hofbuchdruckereibesitzer Josef Rösl († 23. Februar 1849) und seine Ehefrau Antonie veräußert worden. Gustav Medicus machte aus der Auer Papiermühle nach und nach eine Papierfabrik mit mechanischen Antrieb. Dabei verfolgte er sein großes Ziel, eine Produktion für Maschinenpapiere großen Stils im Münchener Raum ins Leben zu rufen. Dies brachte ihm schon frühzeitig die Kritik der Zeitung Augsburger Neueste Nachrichten aus der führenden Drucker- und Tuchmacherstadt Augsburg ein, die in einem Artikel vom 16. Juli 1862 die Rentabilität des Projekts in Frage stellte.

### München-Dachauer AG für Maschinenpapierfabrikation
König Maximilian II. von Bayern erteilte am 29. September 1862 der neu gegründeten München-Dachauer AG für Maschinenpapierfabrikation (MD) (mit Sitz in München) die auf 50 Jahre befristete Betriebserlaubnis für die Rösl’sche Papierfabrik in München und Dachau. Am 23. Oktober 1862 fand im Börsenlokal Kaufingerstraße 9 in München die erste Generalversammlung der Aktiengesellschaft statt, die den königlich bayerischen Advokat Sigmund Henle zu ihrem Vorsitzenden und Gustav Medicus zum ersten Vorstand der Gesellschaft wählte. Bis alle weiteren notwendigen Genehmigungen vorlagen und die Einzahlungen der gezeichneten Aktien geleistet waren, verging noch einige Zeit, sodass die offizielle Gründung erst am 12. November 1862 erfolgen konnte. Im Jahr 1864 wurde Louis Weinmann (1839–1902) zum ersten Vorstand berufen.

### Kauf der Kegelhof-Fabrik
Nach der ersten Betriebserweiterung der MD durch Kauf der Fabrik am Kegelhof in der Münchner Vorstadt Au erfuhr auch die Paun’sche Papierfabrik 1868 einen beträchtlichen Ausbau. Zuerst investierte man in einen Sortier- und Satiniersaal, und im darauffolgenden Jahr kam eine zweite Papiermaschine von Escher Wyss mit 1,625 m Arbeitsbreite hinzu.
Aufgrund der großen geschäftlichen Erfolge verhandelte das Unternehmen ab 1868 mit den Grundstückseigentümern entlang des Amper-Mühlbachkanals, um ein großes, zusammenhängendes Gelände zu erwerben, auf dem mehrere Papiermaschinen mit allen Nebenanlagen unterzubringen wären.

### Erwerb der Steinmühle in Dachau
Im Jahr 1871 erwarb die MD für 76.000 Gulden den weitläufigen Besitz der Steinmühle des Mahlmühlenbesitzers Johann Dick, dessen Mühle zu den ältesten Getreidemühlen im ganzen Dachauer Land zählte. Noch 1871 begann man mit dem Abbruch der Mühleneinrichtungen und mit dem Bau der neuen Papierfabrik Steinmühle, in die auch eine Strohstoff-Fabrik integriert wurde, weil man Rohstoffknappheit fürchtete.

### Ausbau und Innovation – Strohstoff-Fabrik
Immer auf der Suche nach technischen Innovationen und Erweiterungen entsandte das Unternehmen 1873 ihr gesamtes Führungspersonal mit dem ersten Vorsitzenden Louis Weinmann zur Weltausstellung in Wien. Auf der Ausstellung war auch das Maschinenbauunternehmen Escher Wyss aus Zürich vertreten, von dem man für die Papierfabrik Steinmühle eine zweite Papiermaschine zu günstigen Konditionen erwerben konnte, die eigentlich für einen österreichischen Kunden vorgesehen war. Diese zweite Papiermaschine hatte eine Arbeitsbreite von 1,83 m und eine Produktionsgeschwindigkeit von etwa 20 m/min. Im Werk Steinmühle umfasste die Produktion vorwiegend hochwertige Druckpapiere, in der Paun’schen Papierfabrik hauptsächlich Schreibpapiersorten, die hauptsächlich vom Papiergroßhändler Andreas Kaut in München abgenommen wurden.
In den nachfolgenden Jahren wurden gute Gewinne erzielt, sodass die MD neben der Löwenbrauerei zu den wertvollsten Unternehmen an der Münchner Börse gehörten.
Als nächster Innovationsschub folgten von 1885 bis 1887 der Bau eines Kalandersaals und eines Papiersaals sowie die Installation einer dritten Papiermaschine in der Papierfabrik Steinmühle. Nach Fertigstellung der Bauarbeiten, in deren Zuge das Werksgelände völlig umgestaltet wurde, schmückte man voll Stolz den Zuganker an der Fassade des Ausrüstungsgebäudes erstmals mit dem Signet MD. Auf dem Dach der ausgebauten Produktionsstraße wurde eine Turmuhr angebracht.
Der Vorstandsvorsitzende Louis Weinmann war an einer breiten eigenen Rohstoffbasis interessiert und integrierte deshalb eine Strohstoff-Fabrik in das Werk Steinmühle. Weizen- und Roggenstroh wurden von den Dachauer Bauern im Umland angekauft, geputzt und aufbereitet und nach Durchlauf durch eine Abpapp-Presse zu Rollen mit 30 % Trockengehalt aufbereitet. Im April 1904 stellte man die Strohstoff-Produktion ein, da der Aufwand an Chemikalien sehr hoch war und die Wiedergewinnung dieser zu gering ausfiel. In der Inflationszeit kam zwar der Gedanke auf, die Strohstoff-Produktion wieder in Betrieb zu nehmen, jedoch waren die Anlagen so veraltet, dass dies nicht mehr möglich war.

### Erster Weltkrieg
Für die zum Kriegsdienst einberufenen Mitarbeiter legte man fest, dass sie in den Kassen und in ihren Rechten im Unternehmen verbleiben und gewährte einen monatlichen Unterhaltszuschuss von 10 Mark für Frauen und 6 Mark für jedes Kind unter 14 Jahren. Für die Kriegswohlfahrtsausschüsse in den Orten der Niederlassungen Dachau, Pasing und Olching wurden ebenfalls Zahlungen geleistet.
Ab 1916 verschlechterte sich die Personalsituation dramatisch, nicht zuletzt durch die vorrangige Versorgung der Pulver- und Munitionsfabrik in Dachau mit Personal. Um den Betrieb im Werk Steinmühle aufrechterhalten zu können, legte man 1916 die Obere Fabrik der Paun’sche Papierfabrik still.
Die MD bewies zeigte erneut Verantwortung für ihre Mitarbeiter, indem sie für die Jahre 1914, 1915 und 1916 eine aus dem Betriebe zu entnehmende Summe von 185.000 Mark zur Verfügung stellte, die innerhalb eines Jahres in zwei Raten an alle Organe der Gesellschaft und Arbeiterinnen und Arbeiter zur Auszahlung kam.

### Räterepublik
Im November 1918 berichtete der Vorstand von einer sehr günstigen Geschäftslage, obwohl wenige Tage zuvor die Novemberrevolution ausgerufen worden war. In Dachau wurde eine Betriebsversammlung in den Hörhammersaal einberufen, zu der der Betriebsleiter Gustav Kittelberger vorgeladen wurde. Dieser ignorierte die Vorladung, weshalb ihm am darauffolgenden Morgen von einer Arbeiterabordnung eröffnet wurde, dass er abgesetzt sei. Er ließ die Leute ruhig ausreden und verrichtete seinen Dienst dann weiter.
Der Finanzminister der Räterepublik Baiern ließ bei der MD erhebliche Mengen von Wasserzeichenpapier für die Herstellung von Banknoten produzieren, sodass Lieferungen an andere Kunden fast nicht mehr ausgeführt werden konnten. Am 30. April 1919 vertrieb das Freikorps Görlitz die „Roten“ aus Dachau.

### Weimarer Republik
1921 wurde der Ausbau des unternehmenseigenen Elektrizitätswerks Olching I abgeschlossen. Dieses lieferte günstigen Kraftstrom zur Schlifferzeugung an das Werk Olching II. Die Papierfabrik Pasing erfuhr ebenfalls einen modernisierenden Umbau, der die Produktionsgeschwindigkeit der Papiermaschinen I und II erheblich steigerte. Zum 1. April 1922 wurde die Firma in München-Dachauer Papierfabriken AG geändert, der Sitz verblieb in München.
Die rasante Inflation brachte die MD-Mitarbeiter immer wieder in wirtschaftliche Nöte. Das Unternehmen versuchte, die entstehende wirtschaftliche Not durch Zuteilung von Kohlen und Kartoffeln zu lindern. Nach dem Ende der Inflation durch die Währungsreform musste durch eine Goldmarkschätzung der wirkliche Betriebswert ermittelt werden, der mit einer Bewertung der Werke ab 1. Oktober 1924 erfolgte.

#### Bestandsaufnahme zum Bewertungsbericht von 1924
1. Obere Fabrik in Dachau (Paun’sche Papierfabrik)
Zwei ältere Papiermaschinen mit Papierholländern, Bleicherei, Kollergängen, Kalander, Querschneider und allen Nebenmaschinen, alle außer Betrieb; Der Sortiersaal arbeitet für das Werk Steinmühle; ausgebaute Wasserkraft 180 PS, ausbaufähig auf insgesamt 500 PS
2. Papierfabrik Steinmühle
Papiermaschine I mit 2,1 m Arbeitsbreite, Papiermaschine II mit 2,0 m Arbeitsbreite, Papiermaschine III mit 2,5 m Arbeitsbreite; Leistung 28.500 kg Papier netto pro Arbeitstag; Holländer, Kegelmühle, Kollergänge, Misch- und Rührbütten, Bleichholländer, Chlorauflösung, Hadernsortierung, Hadernkocherei, Stoffrückgewinnung, Kalander, Umroll- und Rollenschneidmaschinen, Winkel- und Planschneidmaschinen, Präge-, Falz- und Liniermaschinen, Papiersaal; Dampferzeugungsanlagen, Dampfkraftanlagen; ausgebaute Wasserkraft 250 PS
3. Werk Deutenhofen
drei Friktionsschleifer mit Raffineuren und Feinsortierern, drei Entwässerungsmaschinen, Holzplatz und Holzschälerei; ausgebaute Wasserkraft 400 PS, ausbaufähig auf insgesamt 1000 PS
4. Werk Olching I
ausschließlich Elektrizitätswerk; komplette Wehranlage, Turbinen, Motoren und Schaltanlagen für Kraft und Licht; ausgebaute Wasserkraft 650 PS
5. Werk Olching II
sieben Friktionsschleifer mit Wasserkraft-Antrieb, Vorsortierer, Raffineure, Feinsortierer, sechs Entwässerungsmaschinen, ein Magazinschleifer mit 600 PS-Antrieb; Holzplatz und Holzschälerei; ausgebaute Wasserkraft 750 PS, ausbaufähig auf insgesamt 1000 PS
6. Werk Pasing
Papiermaschine I mit 2,00 m Arbeitsbreite, Papiermaschine II mit 1,64 m Arbeitsbreite, Papiermaschine III mit 2,20 m Arbeitsbreite, Ganz- und Halbzeugholländer, Kegelmühle, Kollergänge, Misch- und Rührbütten, Bleichholländer, Chlorauflösung, Hadernkocherei, Stoffrückgewinnung, Umroll-, Rollenschneid- und Rollenklebemaschinen, Kalander, Schneid-, Pressen-, Präge-, Falz- und Liniermaschinen, Sortier- und Papiersaal, Dampferzeugungsanlagen, Dampfkraftanlagen; ausgebaute Wasserkraft 270 PS
7. Anlagen in München (Kirchplatzstraße 9 und Kegelhof 2/3)
Verwaltungsgebäude, Lagerräume für die Papiergroßhandlung Max Bullinger (eine MD-Tochtergesellschaft); Geschäftsräume der Papiergroßhandlung und der Hauptverwaltung in bester Geschäftslage, Residenzstraße 6 und Schrammerstraße 4; Am Auer Mühlbach, der früher dem Betrieb der alten Papierfabrik diente, ist eine absolut konstante Wasserkraft von 74 PS vorhanden, die vermietet ist.

Zur Schätzung des Immobilienbesitzes benötigte man einen weiteren Sachverständigen, der alle Gebäude und Grundstücke gewissenhaft erfasste. Dabei ergaben die Grundstücke in München, die alle bebaut waren und eine Ausdehnung von 0,972 ha hatten, einen Wert von 1.033.000 Mark. Die Anlagen in Dachau, bebaut und unbebaut (Steinmühle und Obere Fabrik) mit 21,182 ha, hatten einen Wert von 2.040.882 Mark, die Anlagen in Pasing, bebaut und unbebaut mit 27,612 ha, einen Wert von 4.606.952 Mark, die Anlagen in Olching, bebaut und unbebaut mit 131,656 ha, einen Wert von 726.319 Mark, die Anlagen in Deutenhofen, bebaut und unbebaut mit 47,205 ha, einen Wert von 268.000 Mark. An Waldbesitz kamen hinzu 173,860 ha mit bis zu 20-jährigem Bestand, 62,460 ha mit 20- bis 40-jährigem Bestand und 64,869 ha mit 60-jährigem Bestand.

### Nach 1945
1982 wurde ein neues Werk in Plattling gebaut.